# Utran
Utran é uma vila no distrito de Surat, no estado indiano de Gujarat.

## Geografia
Utran está localizada a 21° 14′ N, 72° 52′ L. Tem uma altitude média de 12 metros (39 pés).

## Demografia
Segundo o censo de 2001, Utran tinha uma população de 12 894 habitantes. Os indivíduos do sexo masculino constituem 54% da população e os do sexo feminino 46%. Utran tem uma taxa de literacia de 73%, superior à média nacional de 59,5%: a literacia no sexo masculino é de 80% e no sexo feminino é de 64%. Em Utran, 13% da população está abaixo dos 6 anos de idade.